# Hansa-Brandenburg CC
Das Hansa-Brandenburg CC war ein deutsches Flugboot im Ersten Weltkrieg. Der Konstrukteur der Hansa- und Brandenburgischen Flugzeug-Werke, Ernst Heinkel, hatte sich zunächst an den österreichischen Lohner-Flugbooten orientiert und den Typ FB, einen Dreisitzer entwickelt, der 1915 in kleiner Stückzahl an die deutsche und die k.u.k. Marine geliefert wurde.

## Geschichte
1916 entwarf Heinkel ein einsitziges Flugboot mit Holzrumpf und benannte es „CC“ nach den Initialen des Firmenbesitzers Camillo Castiglioni. Das CC-Flugboot – nicht zu verwechseln mit dem Wasserflugzeug Hansa-Brandenburg KDW – sollte als Jagdflugzeug eingesetzt werden. Es besaß die typische Sternverstrebung des Hansa-Brandenburg D.I-Jägers, die sogenannte „Strebenspinne“. Der Prototyp wurde am 25. September 1916 bestellt, mit der Marine-Nummer 946 am 6. November 1916 nach Warnemünde geliefert und am 14. Dezember 1916 abgenommen. Danach wurden insgesamt 35 Flugboote aus zwei Produktionsserien geliefert, die zunächst mit einem, dann mit zwei starren MG bewaffnet waren.
Der Propeller wurde von der Firma Axial zugeliefert.
Das Flugboot wurde 1917 von der deutschen Marine in der Ostsee eingesetzt, aber vor allem in Lizenz durch die Phönix Flugzeugwerke und die Ufag für die k.u.k.-Seeflieger produziert, die das erste Serienexemplar am 16. Dezember 1916 erhielten. Diese Maschinen verfügten über 8 mm Schwarzlose-MGs und waren wesentlich stärker motorisiert. Die österreichischen CC – auch als „Kampf-Doppeldecker-Wasser“ bezeichnet – wurden den österreichischen Flugbooten der A-Klasse (A.13–42 und A.45–49) zugeordnet und über der Adria eingesetzt, wo die schnelleren Flugboote sich heftige Gefechte mit den wendigeren Nieuport 11 der italienischen Gegner lieferten. Auch der österreichische Fliegerheld Gottfried von Banfield flog das CC-Flugboot.

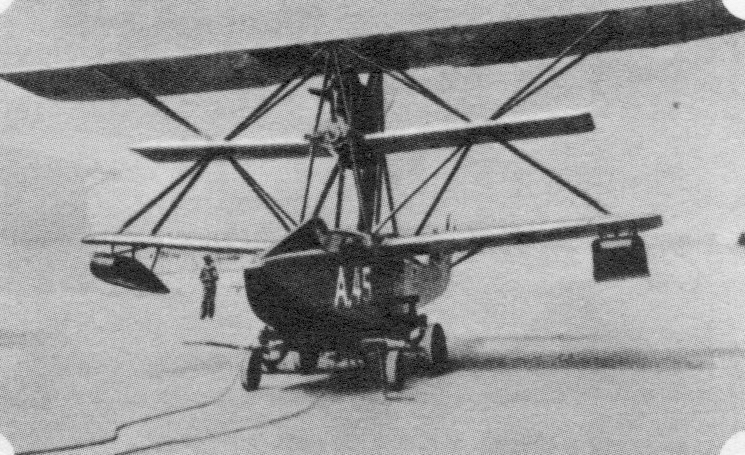
A.45-Versuchsdreidecker

1918 wurde eine Maschine (A.45) versuchsweise als Dreidecker geliefert.

## Technische Daten

Dreiseitenansicht

| Kenngröße             | Daten (Abweichungen pro Serie möglich)                                                                                   |
| --------------------- | --- |
| Besatzung             | 1 |
| Länge                 | 7,65 m |
| Spannweite            | 9,30 m (oben), 8,80 m (unten)                                                                                            |
| Querruder             | 1,80 m² |
| Höhenruder            | 1,15 m² |
| Seitenruder           | 0,54 m² |
| Höhe                  | 3,58 m |
| Flügelfläche          | 26,50 m² |
| Flächenbelastung      | 38,8 kg/m² |
| Leistungsbelastung    | 7,6 kg/kW |
| Leermasse             | 715 kg |
| Rüstmasse             | 801 kg |
| Startmasse            | 1081 kg, 1030 kg (1375 kg)                                                                                               |
| Triebwerk             | ein wassergekühlter 6-Zylinder-Reihenmotor Benz Bz III, Austro-Daimler oder Hiero mit 150, 185 bzw. 200 PS Startleistung |
| Propellerdurchmesser  | 2,70 m bei 1,85 Steigung                                                                                                 |
| Brennstofftank        | 180 l |
| Höchstgeschwindigkeit | 160 - 175 km/h in NN |
| Steigzeit auf 1000 m  | 5 min |
| Steigzeit auf 2000 m  | 13 min |
| Dienstgipfelhöhe      | 4000 m |
| Reichweite            | 500 km |
| Flugdauer             | 3:30 h |
| Bewaffnung            | 1–2 starre MG 08/15 7,92 mm oder 8 mm Schwarzlose MG M.07/12                                                             |